# Emanuel Swedenborg
Emanuel Swedenborg (født 29. januar 1688, død 29. marts 1772) var en svensk videnskabsmand, forfatter, mystiker, filosof og kristen reformator. Han skrev mange bøger om sine tanker. Da han var ca. 50 år, gennemgik han en åndelig krise, der gjorde ham optaget af religiøse spørgsmål. Han mente at have modtaget åbenbaringer, og at han talte med både engle og djævle. Efter hans død vakte hans tanker interesse hos mange, og herved udvikledes "swedenborgianisme".
Han mente, at engle er døde mennesker, der stadigvæk er mennesker på et højere plan. I åndeverdenen fortsætter de døde ifølge Swedenborg livet som før, spiser og drikker og tager for sig af ægteskabets glæder. Dermed opdager de ikke, at de er døde, og Swedenborg anførte som bevis, at Luther efter sin død boede i et hus magen til hjemmet i Eisleben. Den døde Luther indrettede i sit hus i åndeverdenen en trone, hvorpå han sad og underviste sine studerende. Kun de, der var enige med ham, fik lov til at sidde ved tronen, mens de, der havde indvendinger, måtte sidde længere væk. Swedenborg påstod at have overbevist den afdøde, men stadigvæk protesterende Luther mod, at en ny åbenbaring – Swedenborgs – var kommet i stedet for Luthers reformation. Først efter 200 år i åndeverdenen nåede Luther den rette indsigt og kunne forfremmes til den egentlige himmel, hvor han blev en engel. Englenes opgave er at hjælpe de nyankomne, dvs. nyligt afdøde til deres egen højere natur. 
Emmanuel Swedenborg regnes gerne som historiens mest kendte svenske filosof, og han har en særlig plads i den svenske filosofis historie.